# Micuo Watanabe
Micuo Watanabe (* 4. červen 1953) je bývalý japonský fotbalista.

## Klubová kariéra
Hrával za Fujita Industries.

## Reprezentační kariéra
Micuo Watanabe odehrál za japonský národní tým v letech 1974–1979 celkem 28 reprezentačních utkání.

## Statistiky
| Japonsko | Japonsko | Japonsko |
| Roky     | Záp.     | Góly     |
| -------- | -------- | -------- |
| 1974     | 7        | 1        |
| 1975     | 12       | 3        |
| 1976     | 3        | 0        |
| 1977     | 0        | 0        |
| 1978     | 0        | 0        |
| 1979     | 6        | 0        |
| Celkem   | 28       | 4        |